# Marilyn Manson (hudební skupina)
Marilyn Manson je americká hudební skupina z kalifornského Hollywoodu. V roce 1989 ji založil zpěvák Brian Hugh Warner (Marilyn Manson) a kytarista Scott Putesky (Daisy Berkowitz) pod názvem Marilyn Manson and the Spooky Kids. Později byl název skupiny zkrácen na Marilyn Manson. Hrají hudební styl, který může být popisován jako neo-Glam rock nebo industriální metal. Jejich název demonstruje prolínání dobra a zla. Kombinují zde jména hollywoodské celebrity a masového vraha. Marilyn (Marilyn Monroe slavná americká herečka a zpěvačka) a Manson (Charles Manson - několikanásobný vrah). Dále zde působil např. Twiggy Ramirez (spojení jmen: Twiggy, britská modelka, a Richard Ramirez, americký sériový vrah), rodným jménem Jeordie Osbourne White, Madonna Wayne Gacy (Madonna, americká zpěvačka a herečka, a John Wayne Gacy, sériový vrah), nebo Ginger Fish (Ginger Alden, americká herečka a modelka, a Albert Fish, další ze sériových vrahů). Filozofie této skupiny se zabývá problematikou konzervatismu a křesťanství, jejichž zastánci ne vždy jednaní na základě využití intelektu a zpochybňování všech zajetých mechanismů či pravidel, což je primární zpráva, jakou se tato skupina snaží lidstvu předat.

## Členové

### Současná sestava
- Marilyn Manson (Brian Warner) - zpěv
- Paul Wiley - elektrická kytara (2014 - současnost)
- Brandon Pertzborn - bubeník (2019 - současnost)
- Juan Alderete - baskytarista (2017 - současnost)

### Bývalí členové
- John 5 (John Lowery) - kytara (1998–2004)
- Daisy Berkowitz (Scott Putesky) - kytara (1989–1996)
- Olivia Newton Bundy (Brian Tutunick) - basová kytara (1989)
- Mark Chaussee - kytara (2004–2005)
- Madonna Wayne Gacy (Stephen Gregory Bier Jr., Pogo) - klávesy (1989–2007)
- Gidget Gein (Bradley Stewart) - basová kytara (1989–1993)
- Sara Lee Lucas (Fred Streithorst, Jr.) - bicí (1991–1995)
- Tim Skold - basová kytara, kytara (2002–2008)
- Zsa Zsa Speck (Perry Pandrea) - klávesy (1989)
- Zim Zum (Timothy Michael Linton) - kytara (1996–1998)
- Wes Borland - kytara (2008)
- Rob Holliday - kytara, basová kytara (2007–2009)
- Chris Vrenna - live bubeník (2004 - 2005), klávesy (2007–2011)
- Ginger Fish - bubeník (1995–2011)
- Andy Gerold - live baskytarista (2009)
- Daniel Fox - perkusionista a klávesista pro tour (2014-2017)
- Twiggy Ramirez - baskytara (1993–2002, 2008–2009, 2014–2017), elektrická kytary (2009-2013)
- Gil Sharone - bubeník (2014-2018)
- Tyler Bates - elektrická kytara (2014–2015, 2016-2018)

## Diskografie
- 1994: Portrait of an American Family
- 1995: Smells Like Children (EP)
- 1996: Antichrist Superstar
- 1997: Remix & Repent (EP)
- 1998: Mechanical Animals
- 1999: The Last Tour on Earth (živě)
- 2000: Holy Wood (in the Shadow of the Valley of Death)
- 2003: The Golden Age of Grotesque
- 2004: Lest We Forget
- 2007: Eat me, Drink me
- 2009: The High End of Low
- 2012: Born Villain
- 2015: The Pale Emperor
- 2017: Heaven Upside Down
- 2020: We Are Chaos